# Салка
Салка (мађ. Szajk) је село у Мађарској, у јужном делу државе. Село управо припада Мохачком срезу Барањске жупаније, са седиштем у Печују.

## Природне одлике
Насеље Салка налази у јужном делу Мађарске. Најближи већи град је Мохач.
Историјски гледано, село припада мађарском делу Барање. Подручје око насеља је равничарско, приближне надморске висине око 130 м. Северно се издиже планина Мечек, док се југоисточно спушта до Дунава.

## Становништво
Према подацима из 2013. године Салка је имала 837 становника. Последњих година број становника се повећава.
Претежно становништво у насељу чине Мађари римокатоличке вероисповести, а мањине су Немци (око 6%). Српска заједница у насељу више није присутна.

### Попис1910.
| Салка                                                                                     | Салка |
| ----------------------------------------------------------------------------------------- | --- |
| Језик                                                                                     | Вера |
| укупно: 916 Немачки 856 (93,44%) Мађарски 31 (3,38%) Хрватски 1 (0,10%) остали 28 (3,05%) | <div style="border:solid transparent;position:absolute;width:100px;line-height:0;<div style="border:solid transparent;position:absolute;width:100px;line-height:0; укупно: 916 Римокатол. 909 (99,23%) Јевреји 7 (0,76%) - (-%) |

## Историја Срба у Соки (Салки)
Срби су у насељу присутни још од средњег века, али је њихов број посебно нарастао после Велике сеобе.
Пописано је 1731. године у Соки или Саки (по српском) било је 15 српских православних породица. Број становника 1796. године износио је 656 православних душа, али дошло је до огромне депопулације током наредног века. Тако је 1890. године пописано сам 155 Срба, што значи разлику од 501 становника.
За фонд Школског листа дала је општина „Сака” 1866. године 2 ф. Каже се 1896. године да српска школа у Салку није по прописима уређена. Расписан је августа 1897. године стечај за упражњено учитељско место у вероисповедној спојеној школи Грабовац-Салка. Понуђена плата се састојала од 120 ф. у новцу, затим 14 кј. земље, учитељског стана и епархијске припомоћи од 150 ф. годишње. Манастир Грабовац је био у обавези да учествује делом са 240 к у финансирању рада учитеља (1903). Учитељица у месту је 1901-1903. године Вукосава Туцаковић. Школски старатељ је Миле Радановић. Школа је српска вероисповедна и има једно здање 1905. године. Учитељица је тада Рахила Јовановић, рођена у Бегасентђурђу (Житишту), и тек је приспела у место. Основну школу је похађало 13 ђака, а у недељну ишло 11 ученика старијег узраста. У српској вероисповедној школи Грабовац-Салка била је 1907. године учитељица удовица Зорка Лесковац.
По извештају из 1905. године Салка је мала општина у Велшђеском срезу, Толњанске жупаније. Ту живи 1085 становника у 208 домова. Доминирају Немци, а Срба је мало; има их 160 православних душа (или 15%) са 29 кућа. Од српских јавних здања помиње се тада народна школа. Место Сока је слабо повезано са светом. У месту је почетком 20. века српска црквена општина. Скупштина је редовна, под председништвом Атанасије Крестића. Цркве православне нема, а српско православно гробље постоји. Црквено-општински посед је од 11 кј. земље. Нема ни православну парохију, већ је са статусом парохијске филијале, подређене оној у манастиру Грабовцу. Тамо се налази и православно парохијско звање, а матрикуле воде калуђери.
После Првог светског рата и поделе Барање на два дела — данас мађарски (северни, већи) и хрватски (јужни, мањи), Срби у Салки су се нашли у мађарском делу. У следећим годинама већи део Срба (око 150 душа) се иселио у српске делове новообразоване Краљевине Срба, Хрвата и Словенаца.